# Вртолом
Вртолом (грч. Άγιος Βαρθολομαίος, Ајос Вартоломеос) је насеље у Грчкој у општини Лерин, периферија Западна Македонија. Према попису из 2021. било је 137 становника.
На попису из 1991. године Вртолом је имао 323 становника, потомака грчких избеглица.

## Становништво
| Година       | 1951 | 1961 | 1971 | 1981 | 1991 | 2001 | 2011 |
| ------------ | ---- | ---- | ---- | ---- | ---- | ---- | ---- |
| Становништво | 559  | 467  | 252  | 200  | 323  | 437  | 172  |